# Rev II. od Iberije
Rev II. od Iberije (gruz. რევ II) bio je princ Iberije iz dinastije Hosroidi, koji je bio suvladar sa svojim ocem i kraljem Mirijanom III. Povjesničar Kiril Tumanov predlaže godine 345. – 361. kao razdoblje njihove zajedničke vladavine.
Prema srednjovjekovnim Gruzijskim kronikama, Rev je imao posjede u Udžarmi, u istočnoj provinciji Kahetiji. Oženio je Salomu, kćer armenskog kralja Trdata III. i njegove supruge, kraljice Ašhen. Saloma je imala ulogu u obraćenju Iberije oko 337. godine. Rev je umro prije oca i vjerojatno iste godine kao i on. Revov navodni prvi sin Saurmag, nepoznat gruzijskoj povijesnoj tradiciji, potom je naslijedio kralja Mirijana 361. godine. Njegov drugi sin Trdat, poznat iz Gruzijskih kronika, vladao je Iberijom od oko 394. do 406. godine.